# 早川幸男
早川 幸男（はやかわ さちお、1923年（大正12年）10月16日 - 1992年（平成4年）2月5日）は、日本の物理学者（宇宙物理学）、素粒子物理学者。名古屋大学名誉教授。専門は、高エネルギー天体物理学、宇宙論、赤外線天文学。愛媛県新居郡新居浜町（現・愛媛県新居浜市）出身。二男は同じく物理学者の早川尚男。

## 人物
卒業研究に朝永ゼミに入ったことをきっかけに素粒子、宇宙線の研究を始める。卒業後友人の碓井恒丸（名古屋大学名誉教授）の紹介で気象台に勤めて素粒子論的宇宙線の研究を始める。初期の論文は素粒子論の応用の色彩が強かったが渡米後、本格的な宇宙線研究者になる。1953年にはγ線天文学の提唱、1955年には宇宙線の超新星起源説等を唱えた。名大に移った後は実験計画にも参画し、「はくちょう」の打ち上げ等に貢献している。
早川の弟子に奥田治之、松本敏雄、田中靖郎、山下廣順らがいる。孫弟子に舞原俊憲・佐藤修二・中川貴雄らが、曾孫弟子に田村元秀らがいる。同じ物理学者の早川尚男は息子。

## 略歴
- 1936年：新居浜町の私立住友惣開尋常高等小学校（新居浜市立惣開小学校の前身）卒業。旧制武蔵高等学校に入学。二・二六事件の日に入学受験だった。中等部、高等部を通して剣道部で活躍。高等部1年のときにインターハイ優勝（1940年）後に主将。
- 1942年：旧制武蔵高等学校卒業（15期）。東京帝国大学理学部物理学科に入学。学生時代は朝永振一郎に師事した。
- 1945年：東京帝国大学理学部物理学科卒業。中央気象台気象研究所入所。
- 1949年：大阪市立大学理工学部講師。
- 1950年：大阪市立大学理工学部助教授。コーネル大学研究員。
- 1951年：マサチューセッツ工科大学招待教授。
- 1954年1月：京都大学基礎物理学研究所教授。
- 1956年：コーネル大学・マサチューセッツ工科大学研究員。
- 1958年：物理学者及び天文学者を京都大学基礎物理学研究所に集める。
- 1959年3月：名古屋大学理学部教授。のち東京大学宇宙航空研究所教授兼任。
- 1969年: 学園紛争の最中に病気の坂田昌一に代わり理学部長代理。
- 1970年4月: 名古屋大学理学部長。
- 1987年4月：名古屋大学名誉教授。
- 1987年6月：名古屋大学学長。
- 1992年2月5日：現職の学長のまま68歳で死去。

## 受賞歴
- 1967年：中日文化賞[5]
- 1973年：朝日賞。1980年にも「はくちょう」グループの一員として受賞[6]
- 1988年：マルセル・グロスマン賞[7]
- 1991年：日本学士院賞

## 栄典
- 1988年：紫綬褒章
- 1992年：叙従三位、叙勲一等授瑞宝章

## 著書

### 単著
- 『進化する宇宙』（講談社 ブルーバックス 1969年）
- 『Cosmic Ray Physics』（John Wiley & Sons 1969年）
- 『宇宙線』（筑摩書房 筑摩総合大学 1972年）
- 『宇宙物理学』（岩波書店 現代物理学の基礎11 1973年）
- 『銀河系・星間塵』（恒星社厚生閣 現代天文学講座8 1980年）
- 『新しい宇宙の探求』（岩波書店 1990年）
- 『宇宙・航空の時代を拓く』

### 共著
- 『現代における宇宙像と生命像』（日本放送出版協会 1972年）
- 『かに星雲の話』（中央公論社 自然選書 1973年）

### 編著
- 『現代の宇宙論』（名古屋大学出版会 1988年）

### 訳書
- 『素粒子物理学の誕生』（L.W.ブラウン・L.ホジソン編 講談社 1986年）